# Fanion (contre-torpilleur)
Pour les articles homonymes, voir Fanion.
Le Fanion est un des dix contre-torpilleurs de classe Branlebas construits pour la marine française au cours de la première décennie du XXe siècle.

## Carrière
Lorsque la Première Guerre mondiale éclate, en août 1914, le Fanion' est affecté à la 2e escadrille de torpilleurs de la 2e escadre légère, basée à Cherbourg.